# الصياد واليمام
الصياد واليمام هي رواية من تأليف الأديب المصري إبراهيم عبد المجيد نُشرت لأوّل مرة في عام 1984 على صفحات مجلة الكرمل بعدما سلمها الكاتب للشاعر الفلسطيني محمود درويش رئيس تحرير المجلة والذي كان يزور مصر في ذلك الوقت، واقتُبس عن الرواية فيلم سينمائي عُرض في عام 2004 بعنوان «صياد اليمام» وكان من إخراج المخرج المصري إسماعيل مراد وبطولة الممثل المصري أشرف عبد الباقي.

## عن الكتاب
تدور أحداث رواية الصياد واليمام ما بين حقبتي الستينيات والثمانينيّات من القرن العشرين حول حياة عمال السكك الحديديّة وصيادو اليمام الهواة، فبطل الرواية هو ابن أحد عمال السكك الحديدية يموت والده ويتزوج عمه من والدته بالإكراه فتختفي الأم ذات يوم ويتخذ الشاب من صيد اليمام هواية له يطارد فيها الدفء والحنان الذي افتقده مع الأم.

## روابط خارجية
- صفحة الكتاب على موقع جود ريدز